# Guatteria oblonga
Guatteria oblonga är en kirimojaväxtart som beskrevs av Robert Elias Fries. Guatteria oblonga ingår i släktet Guatteria och familjen kirimojaväxter. Inga underarter finns listade i Catalogue of Life.